# Worms: Ultimate Mayhem
Worms: Ultimate Mayhem è un videogioco sviluppato da Team17 e distribuito a partire dal 28 settembre 2011.
Il gioco comprende Worms 3D e Worms 4: Mayhem, infatti consiste in una riedizione di Worms 4: Mayhem, al quale si aggiungono nuovi contenuti, come una grafica migliorata e la modalità campagna di Worms 3D.

## Armi
- Bazooka: è l'arma principale del gioco. Consiste nel prendere la mira e decidere la potenza di lancio. Usata solitamente dai giocatori umani per colpi ravvicinati di potenza massima, può anche essere utilizzata in modo tattico lanciando il missile a parabola, per farlo ricadere dall'alto sul verme avversario. Infligge 50 danni.
- Missile a Ricerca: un missile a ricerca programmata, indirizzabile mirando o dal dirigibile o tramite visuale soggettiva. Non può attraversare ostacoli. Infligge 50 danni.
- Fucile: può colpire per un massimo di due volte per turno, puntando in visuale soggettiva. Il colpo è completamente assente di balistica e il suo danno non varia in base alla distanza. Infligge 25 danni a colpo.
- Freccia avvelenata: una freccia intrisa di veleno che rilascia del gas velenoso all'esplosione. Non presenta danno proprio, ma il suo gas infligge 10 danni per turno ai vermi avvelenati.
- Autosentinella: una mitragliatrice automatica che, rilasciata in un punto qualsiasi della mappa, si attiva se un nemico si muove all'interno del suo raggio di azione.
- Fucile da cecchino: un fucile balistico con mira precisa compresa di ingrandimento. Si può usare una sola volta per turno. Infligge 40 danni.